# Size 12 Is Not Fat
Size 12 Is Not Fat (no Brasil, Tamanho 42 não é gorda) é o primeiro livro da série The Heather Wells Mistery, escrito por Meg Cabot.

## Sinopse
A antiga estrela do pop adolescente, Heather Wells está no fundo do poço. Pegou seu namorado, Jordan Cartwight (cantor da boy band Easy Street), a traindo. Mas as coisas não param por aí. Seu pai foi preso; sua mãe fugiu junto com seu agente para Buenos Aires. Detalhe, com suas economias, ao saber que ela foi demitida da gravadora do pai de Jordan, ao pedir para cantar suas próprias músicas. Heather Wells só ganha peso e nenhuma gravadora que admiti-la. Mas tudo parece melhorar quando ela é admitida num alojamento estudantil de uma faculdade em N.Y. Mesmo sem o glamour e glória dos dias de ídolo teen, tudo parece ter melhorado. Mas ela esta completamente enganada. De uma hora para outra, uma estudante morre misteriosamente no poço do elevador do campus. Os policiais e a diretoria estão prontos para declarar a morte como acidente, mas Heather conhece adolescentes, e meninas não brincam com elevadores. Uma semana se passa e acontece de novo. E mais uma vez os policias declaram que a morte foi acidental. Heather decide entrar numa enlouquecida caçada para descobrir a verdade. Pode parecer uma vida de aventuras e altas doses de adrenalina, mas a vida de detetive é potencialmente perigosa. Alguns riscos podem ser fatais e nada é capaz de irritar mais um assassino do que uma ex-estrela pop corpulenta enfiando o nariz onde não é chamada.